# Alfred Kubin

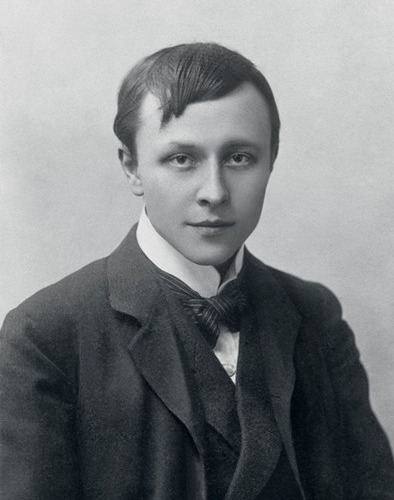
Alfred Kubin 1904; Fotografie von Nicola Perscheid.

Alfred Leopold Isidor Kubin (* 10. April 1877 in Leitmeritz, Bezirk Leitmeritz, Österreich-Ungarn; † 20. August 1959 in Zwickledt, Bezirk Schärding, Oberösterreich) war ein österreichisch-böhmischer Künstler, Grafiker, Schriftsteller und Illustrator.
Kubin verkehrte mit wichtigen Persönlichkeiten der mitteleuropäischen Kunst- und Literaturszene des frühen 20. Jahrhunderts.
Sein visuell einzigartiges grafisches Œuvre sowie der verfasste und illustrierte Roman Die andere Seite beeinflussten die Moderne entscheidend. Er gilt als einer der bedeutendsten Künstler Österreichs.

## Werdegang

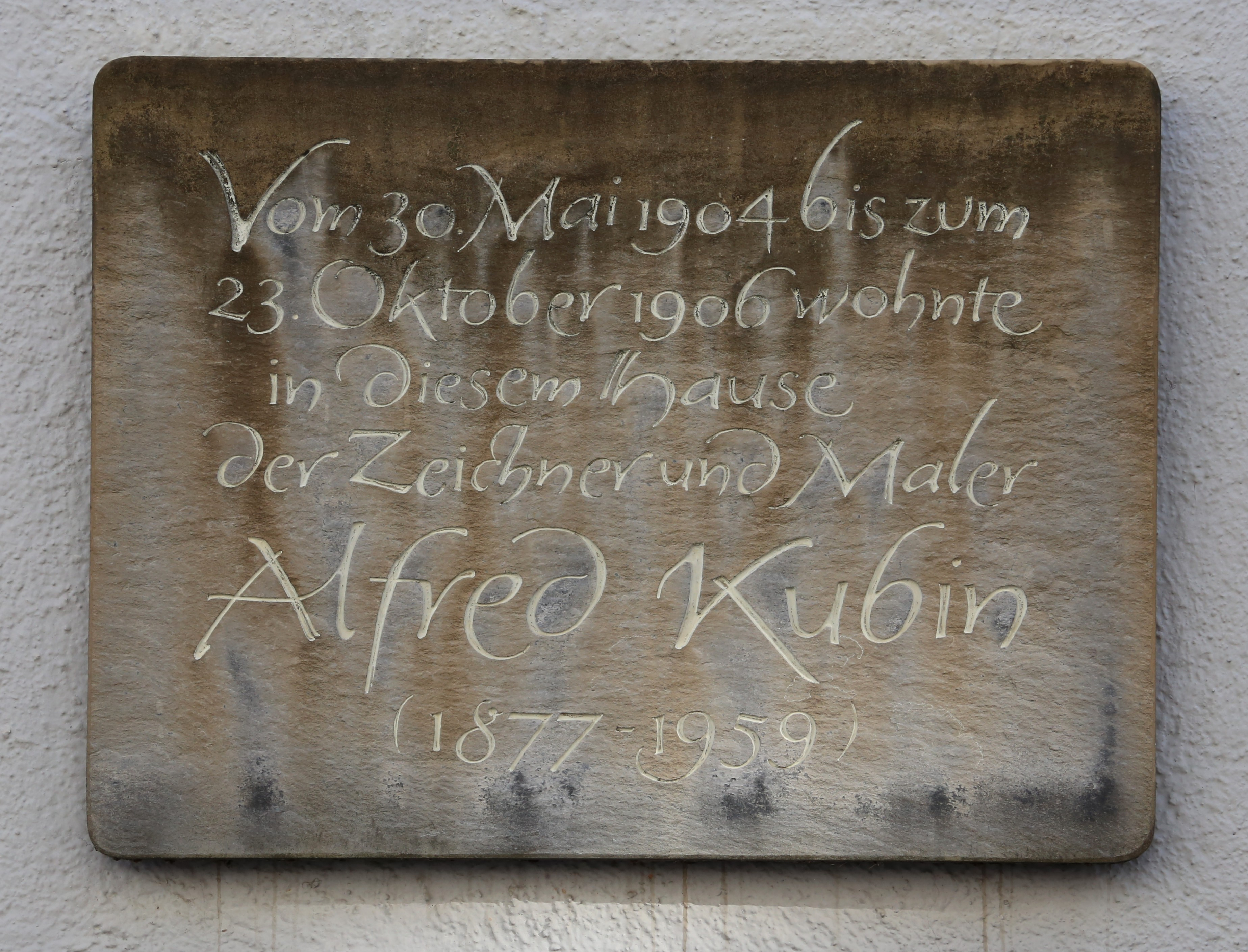
Gedenktafel Alfred Kubin am Haus Mandlstraße 26 in München

Kubin kam als Sohn eines Landvermessers zur Welt. Seine Mutter verlor er als Zehnjähriger. Sie starb an Tuberkulose; ihr Sterben und ihren Tod erlebte er als traumatisch. Ab 1887 besuchte er ein Gymnasium in Salzburg, ab 1892 ging er in Klagenfurt bei einem Photographen in die Lehre. Ab 1898 lebte er in München, wo er zunächst die private Malschule von Ludwig Schmid-Reutte besuchte. Am 2. Mai 1899 immatrikulierte er sich an der Königlichen Kunstakademie für das Fach Malerei bei Nikolaus Gysis. Dieses Studium brach er bald wieder ab. Nach mehreren Studienreisen im Jahr 1905 wurde er 1906 bei Wernstein am Inn auf dem alten Herrensitz Schloss Zwickledt ansässig. Hier lebte er bis an sein Lebensende: zunächst zusammen mit seiner Frau Hedwig (1874–1948), nach deren Tod „in fast völliger Klausur“. Er hatte die begüterte Witwe, eine Schwester des Schriftstellers Oscar A. H. Schmitz, im Februar 1904 im Hause Karl Wolfskehls kennengelernt und bald darauf geheiratet. Sie hatte auch den Erwerb des sogenannten „Schlössls“ ermöglicht. Von 1907 bis 1914 finanzierte Kubin seinem Stiefsohn Otto Gründler den Besuch des reformpädagogischen Landerziehungsheims Freie Schulgemeinde in Wickersdorf bei Saalfeld im Thüringer Wald.
Kubin schrieb zahlreiche Briefe, so korrespondierte er seit 1928 etwa mit Karl Rössing und Hermann Hesse, seit 1931 mit Hans Fronius und seit 1936 mit Otto Coester. Eine langjährige Freundschaft und ein intensiver Briefwechsel verband ihn auch mit Fritz von Herzmanovsky-Orlando.

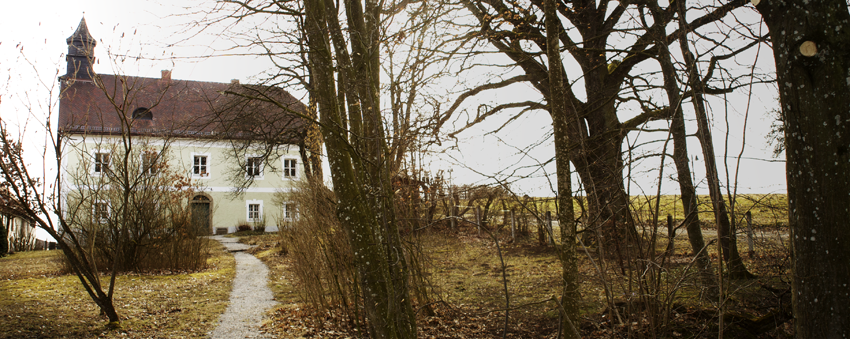
Schloss Zwickledt, Wohnsitz von Alfred und Hedwig Kubin

In Zwickledt entstand auch Kubins phantastischer Roman Die andere Seite, der 1909 mit zahlreichen Illustrationen Kubins erschien. Kubin beschreibt darin eine Welt des Traumes im weitesten Sinne – der Phantasie, der Wunschvorstellungen, der Angstzustände, der Halluzinationen und Weltuntergangsvisionen. Der fiktive Erzähler, wie Kubin Zeichner von Beruf, wird von einem alten Schulfreund in das von diesem geschaffene Traumreich eingeladen, wo er drei Jahre verbringt. Die anfängliche Faszination weicht einem immer stärkeren Grauen, bis die Traumstadt „Perle“ schließlich in einem apokalyptischen Szenario in sich zusammenbricht. Der Erzähler entkommt als einer der wenigen und hält seine Erlebnisse, im Schutze einer Heilanstalt, schriftlich fest. Kubins Roman diente dem deutschen Regisseur Johannes Schaaf als Vorlage für seinen Film Traumstadt, der 1973 in der Tschechoslowakei und in Israel gedreht wurde.
Das verbotene Skandalstück des Psychiaters und Schriftstellers Oskar Panizza verlockte Kubin 1910 zur Illustration von Das Liebeskonzil, einem Privatdruck der „Gesellschaft der Münchner Bibliophilen“.
Ein Briefwechsel und vier Illustrationen legen nahe, dass eine Freundschaft zwischen Kubin und dem über lange Zeit verwechselten Alfred Karl Mayer schon vor 1913 bestand. Es ist zu vermuten, dass Mayer im Laufe der Jahre eine relativ umfangreiche Kubin-Sammlung auf Grund der privaten und geschäftlichen Kontakte anlegte. Weiterführenden Recherchen ist es vorbehalten, herauszufinden, welche Arbeiten Kubins dem ehemaligen Besitz von Mayer zuzuordnen sind.
Ebenfalls 1909 gründete er zusammen mit u. a. Wassily Kandinsky, Alexej von Jawlensky, Adolf Erbslöh, Gabriele Münter, Marianne von Werefkin und Karl Hofer die Neue Künstlervereinigung München (N.K.V.M.). Aus der N.K.V.M. ging 1911 die Redaktion des Blauen Reiters hervor, an deren zweiter Ausstellung, die nur grafische Arbeiten umfassten, er sich 1912 beteiligte. Er illustrierte etwa 60 Bücher, darunter Werke von Dostojewski, Oskar Panizza, Edgar Allan Poe und Elias Canetti, veröffentlichte druckgrafische Mappenwerke (1921 „Am Rande des Lebens“, 1918 „Ein Totentanz“, 1941 „Abenteuer einer Zeichenfeder“, 1943 „Die Planeten“) und hinterließ tausende Federzeichnungen. Kubin gehörte seit 1923 auch zu den Mitgliedern der Innviertler Künstlergilde, der er auch bei deren Neugründung im Jahre 1947 die Treue hielt. In den 1920er Jahren verkehrte er anlässlich literarischer Abende bei dem mit ihm befreundeten Unternehmer, Kunstsammler und Bauhaus-Förderer Otto Bamberger, der auch grafische Werke Kubins erwarb. Kubin war Mitglied der Prager Secession und ab 1930 der Preußischen Akademie der Künste in Berlin.

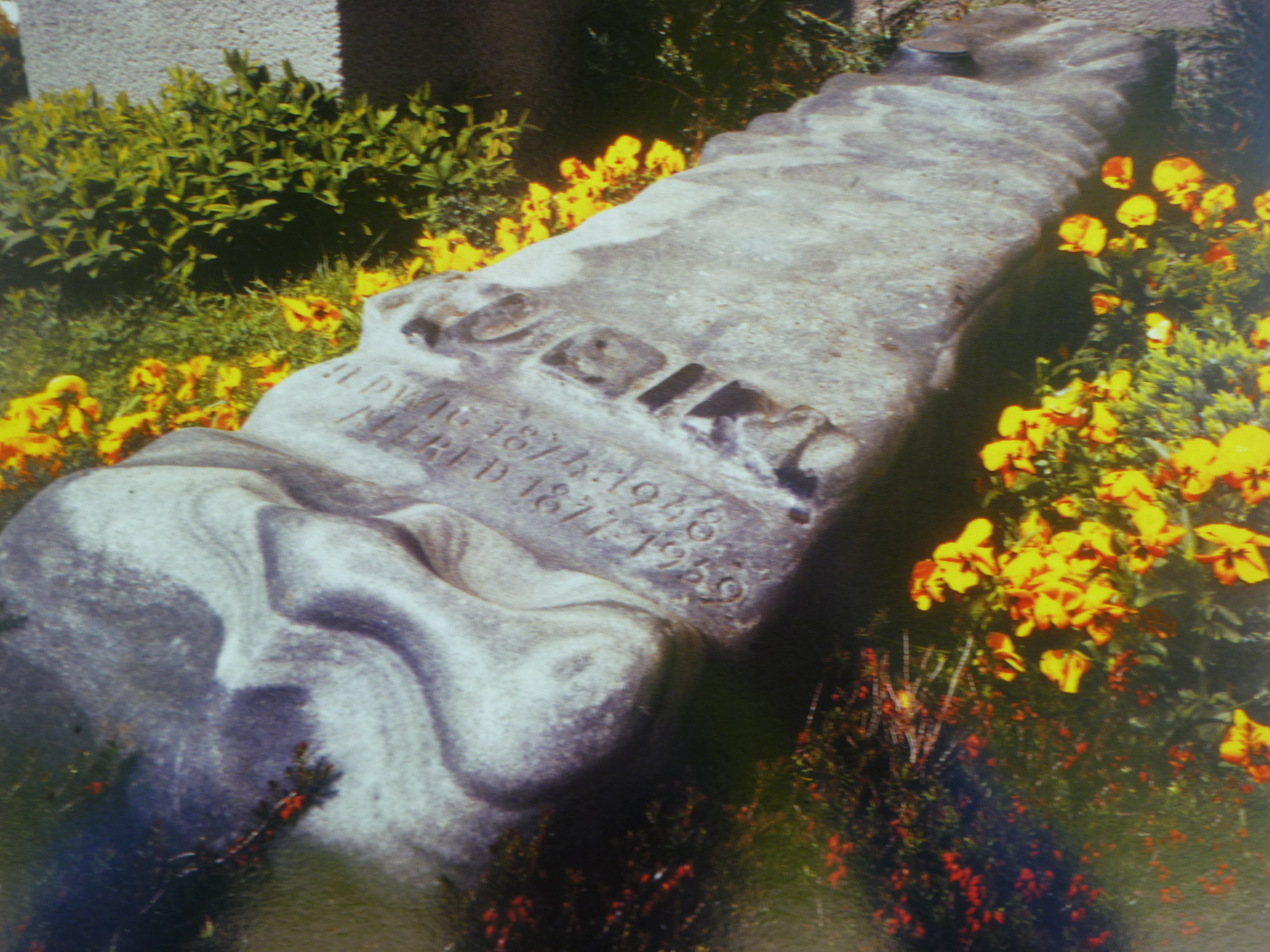
Kubins Grabstätte bei der Kirche in Wernstein

1931 verfertigte Kubin das Bühnenbild zu Richard Billingers Drama Rauhnacht bei seiner Uraufführung am 10. Oktober 1931 an den Münchner Kammerspielen unter der Regie von Otto Falckenberg. In mehreren grafischen Blättern setzte sich Kubin mit dem literarischen Schaffen Billingers auseinander, Billinger wiederum widmete Kubin mehrere Gedichte. Zwischen 1933 und 1936 hatte er eine intensive Liebesaffäre mit der Arztgattin Emmy Haesele (1894–1987), die unter seinem Einfluss zur Malerin wurde.
Spuren dieser Liebesbeziehung finden sich auch in der Lithographiefolge Ali, der Schimmelhengst , der illustrierten Lebensgeschichte eines ungestümen Tatarenpferdes, das vereinsamt endet. Die Anfangsbuchstaben der drei Vornamen Kubins bilden den Namen ALI. Seine Ehefrau zeigte als Künstlergattin zwar Verständnis, litt aber zunehmend unter der Lieblosigkeit ihres Mannes und verlangte eine Entscheidung, die dann zu ihren Gunsten ausfiel.
In der Zeit des Nationalsozialismus war Kubin Mitglied der Reichskammer der bildenden Künste. Für diese Zeit ist bis mindestens 1941 seine Teilnahme an 14 Gruppen- und zwei Einzelausstellungen sicher belegt. 1941/42 konnte er im NS-Propagandablatt des Generalgouvernements, der Krakauer Zeitung, Zeichnungen publizieren.
Viele frühere Arbeiten Kubins widersprachen jedoch dem nazistischen Kunstkanon, und 1937 wurde im Rahmen der deutschlandweiten konzertierten Aktion „Entartete Kunst“ eine große Zahl von Druckgrafiken und Zeichnungen Kubins aus der Städtischen Gemäldegalerie Bochum, der Kunsthalle Bremen, dem Herzog Anton Ulrich-Museum Braunschweig, dem Schlesischen Museum der Bildenden Künste Breslau, der Städtischen Kunstsammlung Chemnitz, dem Hessischen Landesmuseum Darmstadt, der Anhaltinische Gemäldegalerie Dessau, dem Städtischen Kunst- und Gewerbemuseum Dortmund, dem Kupferstichkabinett Dresden, dem Museum für Kunst und Heimatgeschichte Erfurt, dem Städelsches Kunstinstitut und Städtische Galerie Frankfurt/Main, der Städtischen Kunstsammlung Gelsenkirchen, den Kunstsammlungen der Universität Göttingen, dem Provinzial-Museum Hannover, den Staatlichen Kunstsammlungen Kassel, dem Wallraf-Richartz-Museum Köln, dem Staatlichen Meisteratelier Königsberg, dem Kaiser-Wilhelm-Museum Krefeld, dem Museum der bildenden Künste Leipzig, dem Kaiser-Friedrich-Museum Magdeburg, dem Städtischen Museum Mainz, der Städtische Kunsthalle Mannheim, der Städtischen Galerie Nürnberg, dem Museum für Kunst und Kunstgewerbe Stettin, dem Schlossmuseum Weimar, dem Nassauischen Landesmuseum Wiesbaden und der Städtischen Bildergalerie Wuppertal-Elberfeld beschlagnahmt.
1949 wurde Kubin Mitglied der Bayerischen Akademie der Schönen Künste.
Kubin wurde auf dem Friedhof in Wernstein beigesetzt. Die Gestaltung seiner Grabstelle stammt von dem Bildhauer Karl Prantl.
Alfred Kubin war ein Cousin des Kunsthistorikers Otto Kletzl.

## Werk

Signatur Alfred Kubins

Kubins Werk wird durch die Darstellung phantastischer Traumvisionen geprägt, die mit einer nervösen zeichnerischen Strichführung dargestellt werden. Kubin wurde dabei unter anderem durch die visionären und symbolhaften Werke von Francisco de Goya, James Ensor, Odilon Redon, Edvard Munch und Max Klinger angeregt. Er betätigte sich fast ausschließlich als Grafiker.
Als ordentliches Mitglied des Deutschen Künstlerbundes nahm er auch Mitte der 1950er Jahre an den DKB-Jahresausstellungen teil.
1955 vermachte Kubin seinen gesamten künstlerischen Nachlass gegen eine bescheidene Leibrente dem österreichischen Staat und dem Land Oberösterreich. Seit seinem Tod befindet sich sein Werk teils in der Staatlichen Graphischen Sammlung Albertina in Wien, teils im Oberösterreichischen Landesmuseum Linz. In dessen Besitz gelangten zusätzlich 1179 Blätter aus der Grafiksammlung des Künstlers, vorwiegend Druckgrafiken von Albrecht Dürer, Jacques Callot, Paul Gauguin, Edvard Munch, Auguste Rodin, James Ensor, Francisco de Goya, Félicien Rops. Durch weitere Ankäufe und Schenkungen sowie den Erwerb von 615 Zeichnungen und Lithografien seines Sammlerfreundes, des Wernsteiner Pfarrers Alois Samhaber, erweiterte sich diese Sammlung von mehr als 4000 Objekten zur weltweit größten Sammlung von Originalwerken Alfred Kubins. Als drittgrößte Sammlung von Grafiken, Mischtechniken, Mappenwerken und Künstlerbriefen in Österreich gilt der Bestand des Lentos Kunstmuseums Linz. Der umfassende Katalog dokumentiert auch die Beziehung zwischen Kubin und seinem Galeristen Wolfgang Gurlitt.
Einen besonderen Rang als Forschungsstelle nimmt das Kubin-Archiv der Städtischen Galerie im Lenbachhaus in München ein; es wurde 1971 in vollem Umfang als Ergänzung zur Sammlung Blauer Reiter von dem Hamburger Apotheker Kurt Otte erworben. Die Stiftung des mit Kubin befreundeten Ehepaars Reinhold Koeppel und Hanne Koeppel bildet den Grundstock der Kubin-Sammlung im Kunstforum Ostdeutsche Galerie in Regensburg.

## Ausstellungen und Rezeption

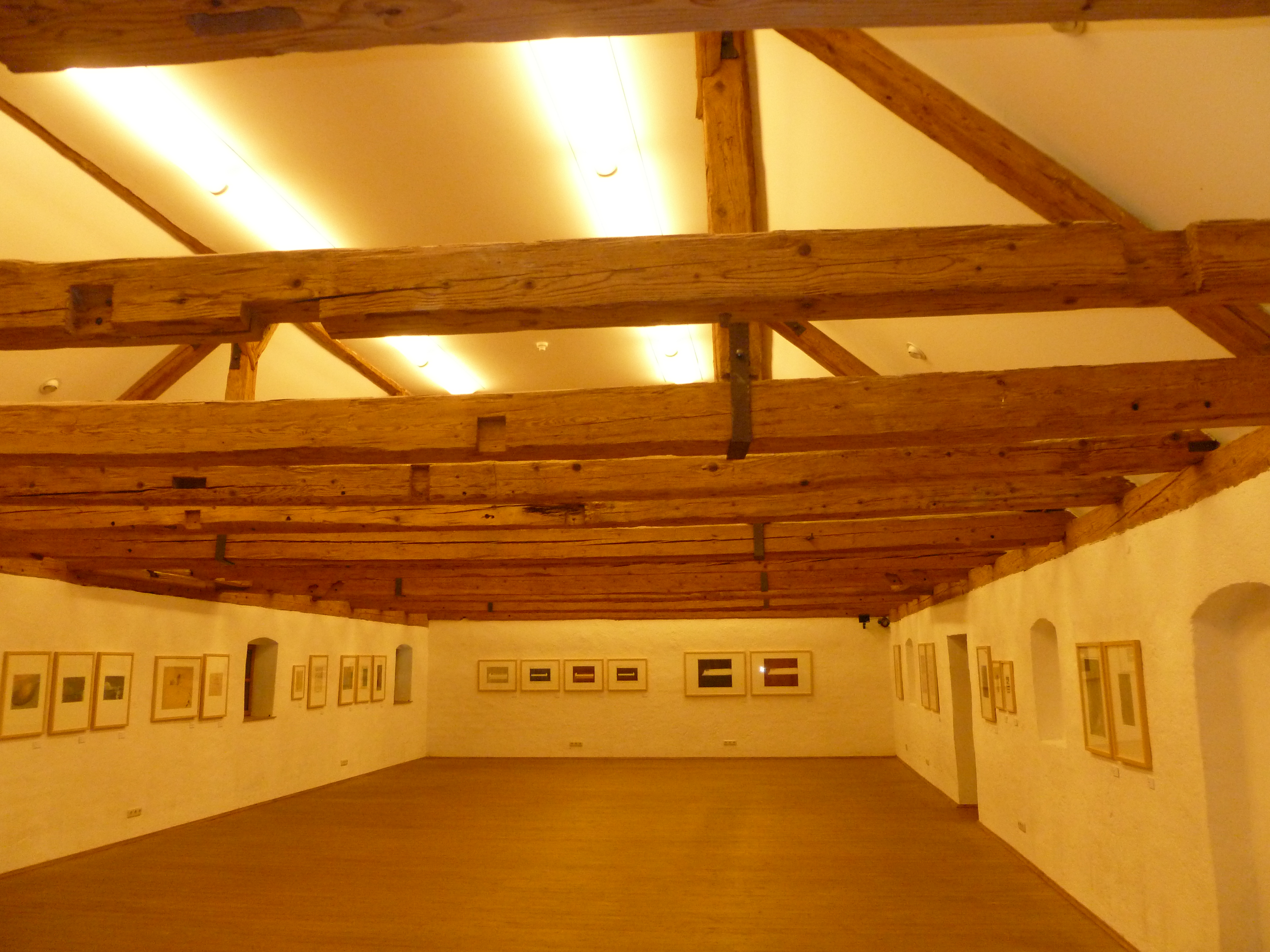
Ausstellungssaal im Kubin-Haus Zwickledt

Anlässlich seines 100. Geburtstages edierte Peter Baum eine „Hommage à Alfred Kubin“ mit Lithographien von Peter Bischof, Adolf Frohner, Hans Hoffmann-Ybbs, Jürgen Messensee, Gotthard Muhr, Alois Riedl und Hans Staudacher in einer Auflage von 150 Stück.
Ausstellungen zum 50. Todesjahr konfrontieren Kubins Werk mit Werkbeispielen von ihm stilistisch oder motivisch verwandten Künstlerfreunden wie Emmy Haesele, Margret Bilger, Hans Fronius, Fritz von Herzmanovsky-Orlando, Wilhelm Schnabl, Reinhold Koeppel, Anton Steinhart und Wilhelm Thöny. Einfluss hatte seine Arbeit darüber hinaus auf eine Reihe jüngerer Künstler, so auch auf den lange Zeit vergessenen, erst postum wieder wahrgenommenen Wiener Maler Erich Schmid (1908–1984).
Seit 1962 gibt es in Zwickledt die „Kubin-Gedenkstätte“, die seit 1992 vom Oberösterreichischen Landesmuseum betreut wird. 1995 wurde das Alfred-Kubin-Projekt des Landes Oberösterreich eingerichtet. Im Jahr 1963 stellte Kubin im Kunstverein Ingolstadt aus. Im Jahr 1964 wurden Arbeiten von ihm auf der documenta III in Kassel in der Abteilung Handzeichnungen gezeigt. Im gleichen Jahr waren in der Kestner-Gesellschaft in Hannover 299 seiner Werke zu sehen. Zum Kulturpreis, den das Land Oberösterreich verleiht, gehört auch der Alfred-Kubin-Preis. Im Jahr 1977 wurde in Wien-Donaustadt (22. Bezirk) der Alfred-Kubin-Platz nach ihm benannt.
Am 25. September 2010 fand im Mainfranken Theater Würzburg die Uraufführung von Michael Obsts Oper Die andere Seite nach dem gleichnamigen Roman von Alfred Kubin statt. Die Musik setzt sich aus orchestralen Teilen und elektronischen Klängen zusammen, deren Intensität sich mit der zunehmenden apokalyptischen Bedrohung des Inhalts steigert.
Vom 8. Oktober 2018 bis Februar 2019 konnten Kubins Werke in der Ausstellung Phantastisch! Alfred Kubin und der Blaue Reiter in der Städtischen Galerie im Lenbachhaus und im Kunstbau München betrachtet werden. Die Ausstellung zeichnete erstmals mit einer Fülle von Werken, Dokumenten und Fotografien die komplexen persönlichen und künstlerischen Verflechtungen mit der Münchener Künstlergruppe nach.
Anlässlich des 60. Todestages 2019 präsentierte die Galerie W&K – Wienerroither & Kohlbacher vom 10. Januar bis zum 22. März 2019 in Wien die Ausstellung Alfred Kubin – Phantastische Welten. Im Rahmen der Ausstellung wurden Zeichnungen und Grafiken, vom Frühwerk bis hin zu den späten Schaffensjahren, gezeigt. Zudem führte die Sammlungsleiterin des Kubin-Archivs im Lenbachhaus München, Annegret Hoberg, in Form eines Expertengespräch durch die Ausstellung.

## Alfred Kubin am Kunstmarkt
Neben Lithographien von Alfred Kubin, die häufig zu finden sind, kommen auch immer wieder originale Arbeiten des Künstlers auf den Kunstmarkt. Ein Großteil des Handels mit originalen Werken erfolgt traditionell über spezialisierte Galerien wie die Galerie Altnöder oder W&K – Wienerroither & Kohlbacher, die neben monografischen Ausstellungen auch begleitende Ausstellungskataloge und Forschungsergebnisse veröffentlichen.
Der bisher höchste Preis für ein Werk von Alfred Kubin wurde im Juni 2019 gezahlt. Die aus dem Jahr 1900/01 stammende Zeichnung mit dem Titel Epidemie wechselte für umgerechnet 1.081.736 Euro den Besitzer.

## Werke (Auswahl)
Romane
- Die andere Seite (1908)

Illustrationen
- Otto Julius Bierbaum: Samalio Pardulus. Georg Muller Verlag, München 1911.
- Oskar Panizza: Das Liebeskonzil. Eine Himmelstragödie in fünf Aufzügen. Privatdruck in 50 Exemplaren. München 1913. Mit 9 Federzeichnungen von Alfred Kubin. (Reprint edition spangenberg, München 1991).
- Edgar Allan Poe: Nebelmeer. Georg Müller, München/Berlin 1920. Mit 29 Illustrationen von Alfred Kubin (2. Auflage).
- Georg Trakl: Offenbarung und Untergang, Die Prosadichtungen. Otto Müller Verlag, Salzburg 1947. Mit 13 Federzeichnungen von Alfred Kubin.
- Friedrich Huch: Neue Träume. Georg Müller, München 1921. Mit 10 Lithographien und 10 Illustrationen von Alfred Kubin.
- Jules Amédée Barbey d’Aurevilly: Teufelskinder. Georg Müller, München 1921. Mit 19 Illustrationen von Alfred Kubin.
- Voltaire: Candide. Steegemann, Hannover 1922. Mit 28 Federzeichnungen von Alfred Kubin.
- Johannes Ilmari Auerbach: Der Selbstmörder-Wettbewerb. Darmstädter Verlag, Darmstadt 1927. Mit 5 Federzeichnungen von Alfred Kubin (2. Auflage).
- Jaroslav Durych: Die Kartause von Walditz. Piper, München 1934. Mit 17 Illustrationen von Alfred Kubin.
- Elias Canetti: Die Blendung. Herbert Reichner, Wien 1935. Illustration auf dem Einband der Erstausgabe von Alfred Kubin.
- Rauhnacht. 13 Steinzeichnungen. Vorwort Otto Stoessel. Berlin, Volksverband der Bücherfreunde/Wegweiser, 1925.
- Richard Billinger: Rauhnacht. Mappenheft mit 13 Lithographien, Kreuz-Verlag, Halle an der Saale 1948.

dtv Bibliothek Kubin
- Hans Christian Andersen: Drei Märchen. Mit 32 Zeichnungen von Alfred Kubin, aus dem Dänischen von Thyra Dohrenburg, Deutscher Taschenbuch-Verlag, München 1979, ISBN 3-423-02403-8.
- Otto Julius Bierbaum: Samalio Pardulus. Mit 20 Zeichnungen von Alfred Kubin. Deutscher Taschenbuch-Verlag, München 1979, ISBN 3-423-02404-6.
- Gottfried August Bürger: Wunderbare Reisen zu Wasser und Lande, Feldzüge und lustige Abenteuer des Freiherrn von Münchhausen: wie er dieselben bei der Flasche im Zirkel seiner Freunde selbst zu erzählen pflegt. Mit 12 Zeichnungen von Alfred Kubin, Deutscher Taschenbuch-Verlag, München 1979, ISBN 3-423-02400-3.
- Fjodor Dostojewski: Der Doppelgänger: eine Petersburger Dichtung. Mit 61 Zeichnungen von Alfred Kubin, aus dem Russischen von E. K. Rahsin, Deutscher Taschenbuch-Verlag, München 1980, ISBN 3-423-02406-2.
- Gerhart Hauptmann: Fasching. Mit 13 Zeichnungen von Alfred Kubin, Deutscher Taschenbuch-Verlag, München 1980, ISBN 3-423-02409-7.
- E.T.A. Hoffmann: Zwei Nachtstücke. Mit 20 Zeichnungen von Alfred Kubin, Deutscher Taschenbuch-Verlag, München 1980, ISBN 3-423-02407-0.
- Ernst Jünger: Myrdun: Briefe aus Norwegen. Mit 14 Zeichnungen von Alfred Kubin, Deutscher Taschenbuchverlag, München 1980, ISBN 3-423-02411-9.
- Gérard de Nerval: Aurelia oder der Traum und das Leben. Mit 57 Zeichnungen von Alfred Kubin, aus dem Französischen von Hedwig Kubin, Deutscher Taschenbuch-Verlag, München 1979, ISBN 3-423-02402-X.
- Carl Orff: Astutuli : eine bairische Komödie. Mit 9 Zeichnungen von Alfred Kubin, mit Beiträgen von Werner Thomas und Robert Münster, Deutscher Taschenbuch-Verlag, München 1980, ISBN 3-423-02408-9.
- Jean Paul: Die wunderbare Gesellschaft in der Neujahrsnacht. Mit 27 Zeichnungen von Alfred Kubin, Deutscher Taschenbuch-Verlag, München 1979, ISBN 978-3-423-02401-3
- Edgar Allan Poe: Der Goldkäfer. Mit 13 Zeichnungen von Alfred Kubin, aus dem Amerikanischen von Hans Wollschläger, Deutscher Taschenbuch-Verlag, München 1979, ISBN 3-423-02405-4.
- Voltaire: Candide oder der Glaube an die beste der Welten : aus dem Deutschen durch Dr. Ralph übertragen mitsamt den Zusätzen, die man in des Doktors Tasche gefunden hat, als er im Jahre des Heils 1759 zu Minden verstarb. Mit 28 Zeichnungen von Alfred Kubin, aus dem Französischen von Walter Widmer, Deutscher Taschenbuch-Verlag, München 1980, ISBN 3-423-02410-0.

Briefwechsel
- Die wilde Rast. Alfred Kubin in Waldhäuser. Briefe an Reinhold und Hanne Koeppel. Bearbeitet und eingeleitet von Walter Boll. Nymphenburger Verlagshandlung, München 1972, ISBN 3-485-00304-2.
- Alfred Kubin an Karl Rössing. In: Sigill. Blätter für Buch und Kunst. Heft 2, Folge 3, Otto Rohse Presse, Hamburg 1973, S. 3–31.
- Ernst Jünger – Alfred Kubin: eine Begegnung. Mit acht Abbildungen nach Zeichnungen und Briefen von Ernst Jünger und Alfred Kubin. Propyläen, Frankfurt am Main/Berlin/Wien 1975, ISBN 3-549-05334-7.
- Fritz von Herzmanovsky-Orlando: Der Briefwechsel mit Alfred Kubin, 1903 bis 1952. Herausgegeben und kommentiert von Michael Klein. Residenz Verlag, Salzburg u. a. 1983, ISBN 3-7017-0351-5 (= Sämtliche Werke Band 7).
- Hartmut Geerken und Sigrid Hauff: Briefwechsel Salomo Friedländer/Mynona und Alfred Kubin. Edition Neue Texte, Wien/Linz 1986, ISBN 3-900292-38-8.
- Melchior Frommel, Franz Xaver Hofer (Hrsg.): Margret Bilger – Alfred Kubin. Briefwechsel. LANDSTRICH, Schärding 1997, ISBN 3-928844-21-0.
- Christin Fronius (Hrsg.): Alfred Kubin – Hans Fronius. Eine Künstlerfreundschaft. Bibliothek der Provinz, Weitra 1999, ISBN 3-85252-352-4 (Publication. PNo1).
- Paul Bishop: „Mir war der Geist immer eine explodierte Elephantiasis“. Der Briefwechsel zwischen Alfred Kubin und Ludwig Klages. In: Jahrbuch der Deutschen Schillergesellschaft. Band XLIII (1999), Alfred Kröner Verlag, Stuttgart 1999, ISBN 3-520-89901-9, S. 49–95 (Wissenschaftlicher Kommentar und Abdruck des Briefwechsels).
- Bernd Fäthke: „Lieber Freund Mayer“. Neuentdeckte Briefe Alfred Kubins an Alfred Karl Mayer im Germanischen Nationalmuseum. In: Anzeiger des Germanischen Nationalmuseums 2007, S. 215 ff.
- Volker Michels (Hrsg.): Außerhalb des Tages und des Schwindels, Hermann Hesse – Alfred Kubin. Briefwechsel 1928–1952. Suhrkamp, Frankfurt 2008, ISBN 978-3-518-41941-0.
- Marcel Illetschko: Edition der Korrespondenz Alfred Kubin – Reinhard Piper (1907–1953). Diss. Univ. Wien 2010.
  - Alfred Kubin / Reinhard Piper. Briefwechsel 1907–1953. Herausgegeben im Auftrag des Literaturarchivs der Österreichischen Nationalbibliothek und Agnes Essl als Stifterin von Marcel Illetschko und Michaela Hirsch. Mit 123 Zeichnungen von Alfred Kubin und einer Zeichnung von Reinhard Piper. Piper Verlag, München/Zürich 2010, ISBN 978-3-492-05403-4.
- Peter Assmann und Annegret Hoberg: Kubin handschriftlich. (= Katalog des Oberösterreichischen Landesmuseums Linz, Neue Serie 122). Bibliothek der Provinz, Weitra 2011, ISBN 978-3-85474-252-4.
- Alfred Kubin, Siegfried von Vegesack: Briefwechsel. Hrsg. von Rolf Rieß, Edition Lichtung, Viechtach 2017, ISBN 978-3-941306-72-1.

## Auszeichnungen und Ehrungen
- 1950: Preis der Stadt Wien für Bildende Kunst
- 1951: Großer Österreichischer Staatspreis für Bildende Kunst
- 1955: Großer Sudetendeutscher Kulturpreis
- 1957: Österreichisches Ehrenzeichen für Wissenschaft und Kunst
- Gustav-Klimt-Plakette als Ehrenmitglied der Wiener Secession
- In Oldenburg (Oldb) wurde im Jahre 1983 eine Straße nach Kubin benannt.